# Lîseț, Tîsmenîțea
Lîseț (în ucraineană Лисець) este o așezare de tip urban din raionul Tîsmenîțea, regiunea Ivano-Frankivsk, Ucraina. În afara localității principale, nu cuprinde și alte sate.

## Demografie
Componența lingvistică a așezării de tip urban Lîseț
     Ucraineană (99,24%)
     Alte limbi (0,73%)
Conform recensământului din 2001, majoritatea populației așezării de tip urban Lîseț era vorbitoare de ucraineană (99,24%), existând în minoritate și vorbitori de alte limbi.